# Vox Cataluña
Vox Cataluña es la delegación de Vox en Cataluña.[cita requerida]
Obtuvo 11 diputados en el Parlamento de Cataluña en 2021, aunque desde octubre de 2022 son 10 tras pasar Antonio Gallego Burgos a ser diputado no adscrito.En 2024 volvió a obtener 11 diputados.

## Ideología

### Centralismo
Vox Cataluña sigue la estela del partido a nivel nacional. Defienden el centralismo territorial, antítesis del autonomismo y abogan por devolver primero, en caso de llegar a gobernar, las competencias relacionadas con la sanidad y la educación al gobierno central, y luego reducir la composición del Parlamento de Cataluña.

### Anti independentismo y unidad nacional
Otro de los rasgos ideológicos de Vox Cataluña es la defensa de la unidad de España, la hispanidad y el rechazo al secesionismo catalán.

## Resultados electorales

### Elecciones generales
| Congreso de los Diputados |         |             |         |        |
| Elecciones                | Escaños | ±           | Votos   | %      |
| 2015                      | 0/47    |             | 465     | 0,01 % |
| 2016                      | 0/47    |             | 198     | 0,01 % |
| Abr. 2019                 | 1/48    | 1           | 148 844 | 3,59 % |
| Nov. 2019                 | 2/48    | 1           | 243 640 | 6,29 % |
| 2023                      | 2/48    | Sin cambios | 275 080 | 7,76 % |

### Elecciones autonómicas
Vox decidió no presentarse a las elecciones al Parlamento de Cataluña de 2015 al considerar una "farsa" la convocatoria de elecciones por parte del presidente de la Generalidad, Artur Mas. En octubre de 2022, Antonio Gallego Burgos deja el grupo de Vox en el Parlamento de Cataluña.En 2024 obtuvo 11 diputados nuevamente con un ligero ascenso en el número de votos.
| Elecciones                                   | Votos   | Porcentaje | Escaños | Candidato       | Referencia |
| Elecciones al Parlamento de Cataluña de 2021 | 217.883 | 7.69 %     | 11/135  | Ignacio Garriga | [ 17 ]     |
| Elecciones al Parlamento de Cataluña de 2024 | 248.554 | 7.96 %     | 11/135  | Ignacio Garriga | [ 18 ]     |
| -------------------------------------------- | ------- | ---------- | ------- | --------------- | ---------- |

### Elecciones municipales de Cataluña
En 2019, Vox solamente consiguió tres concejales en el municipio de Salt. En 2023 incrementó el número de concejales a 124, obteniendo representación en los consistorios de las cuatro capitales de provincia (dos en Barcelona, tres en Tarragona, dos en Lérida y uno en Gerona) y en nueve de las diez ciudades más pobladas de la autonomía, las capitales ya mencionadas más Hospitalet de Llobregat (3), Sabadell (2), Tarrasa (3), Mataró (4), Santa Coloma de Gramanet (2) y Reus (3). En total, Vox obtuvo representación municipal en 74 municipios catalanes.
| Convocatoria                               | Votos   | Votos  | Concejales | ±   |
| ------------------------------------------ | ------- | ------ | ---------- | --- |
| Elecciones municipales de 2019 en Cataluña | 36 240  | 1,03 % | 3/9147     | 3   |
| Elecciones municipales de 2023 en Cataluña | 150 653 | 5,01 % | 124/9147   | 121 |